# هاري هوب (عسكري)
هاري هوب (بالألمانية: Harry Hoppe)‏ هو عسكري ألماني، ولد في 11 فبراير 1894 في مدينة براونشفايغ في ألمانيا، وتوفي في 23 أغسطس 1969 في فتسلار في ألمانيا.